# MB 3
Die MB 3 ist eine sphäroidale Zwerggalaxie im Sternbild Kassiopeia am Nordsternhimmel. Sie ist schätzungsweise 9 Millionen Lichtjahre von der Milchstraße entfernt und hat einen Durchmesser von etwa 7.000 Lj.
MB 3 ist eine Satellitengalaxie von Dwingeloo 1 und befindet sich in der Galaktischen Ebene der Milchstraße der sogenannten Zone of Avoidance, was die Beobachtung deutlich erschwert.
Das Objekt wurde im Jahr 1997 während einer optischen Durchmusterung der Maffei-Gruppe entdeckt.

## Eigenschaften
Die Zwerggalaxie ist Mitglied der Maffei-Gruppe, einer Galaxiengruppe in Nachbarschaft zur Lokalen Gruppe.
Der sichtbare Durchmesser von MB 3 ist näherungsweise 1,9 Bogenminuten, was bei ihrer Entfernung non 3 Mpc einem absoluten Wert von etwa 2 kpc entspricht.
In optischen Aufnahmen zeigt sie sich als stark abgeflachter, ovaler und diffuser Nebel etwa 9,2 Bogenminuten entfernt von Dwingeloo 1.
Es konnte kein molekulares oder neutrales Wasserstoffgas in der Zwerggalaxie nachgewiesen werden passend zur Klassifikation als sphäroidale Zwerggalaxie.